# Gmina Gillett Grove

Położenie Gminy Gillett Grove w hrabstwie Clay

Gmina Gillett Grove (ang. Gillett Grove Township) – gmina w USA, w stanie Iowa, w hrabstwie Clay. Według danych z 2000 roku gmina miała 385 mieszkańców, a jej powierzchnia wynosi 93,54 km².